# Gouvernement Walpole
Le gouvernement Walpole est le premier gouvernement de Grande-Bretagne dont le chef, Robert Walpole, porte le titre de Premier ministre. Ce titre lui est attribué en raison de son pouvoir mais il ne l'a jamais revendiqué.

## Gouvernement
Robert Walpole est Lord du trésor à partir de 1721. En 1730, après la démission de Charles Townshend, sa prééminence devient indiscutable. Sans porter le titre de Premier ministre, il n'y a de doute pour personne qu'il exerce ce mandat de 1730 jusqu'à sa démission en 1742. Son gouvernement est à ce jour le plus long au Royaume-Uni.
| Fonction                            | Nom                        | Date d'entrée | Date de sortie |
| ----------------------------------- | -------------------------- | ------------- | -------------- |
| Premier ministre                    | Robert Walpole             | reconduction  | 1742           |
| Secrétaire d'État des États du Sud  | Thomas Pelham-Holles       | reconduction  | reconduit      |
| Secrétaire d'État des États du Nord | William Stanhope           | 1730          | 1742           |
| Lord chancelier                     | Peter King                 | 1730          | 1733           |
| Lord chancelier                     | Charles Talbot             | 1733          | 1737           |
| Lord chancelier                     | Philip Yorke               | 1737          | reconduit      |
| Lord président du Conseil           | Thomas Trevor              | reconduction  | 1730           |
| Lord président du Conseil           | Spencer Compton            | 1730          | 1742           |
| Lord du sceau privé                 | Spencer Compton            | 1730          | 1730           |
| Lord du sceau privé                 | vacant                     | 1731          | 1731           |
| Lord du sceau privé                 | William Cavendish          | 1731          | 1733           |
| Lord du sceau privé                 | Henry Lowther              | 1733          | 1735           |
| Lord du sceau privé                 | Francis Godolphin          | 1735          | 1740           |
| Lord du sceau privé                 | John Hervey                | 1740          | 1742           |
| Ministre de la guerre               | William Strickland         | 1730          | 1735           |
| Ministre de la guerre               | William Yonge              | 1735          | 1741           |
| Ministre de la guerre               | Thomas Winnington          | 1742          | reconduit      |
| Premier lord de l'Amirauté          | George Byng                | reconduction  | 1733           |
| Premier lord de l'Amirauté          | Charles Wager              | 1733          | reconduit      |
| Master-General of the Ordnance      | John Campbell              | reconduction  | 1740           |
| Master-General of the Ordnance      | John Montagu               | 1740          | 1742           |
| Ministre des finances               | Henry Pelham               | 1730          | 1742           |
| Lord-intendant                      | Philip Stanhope            | 1730          | 1733           |
| Lord-intendant                      | William Stanhope           | 1733          | 1737           |
| Lord-intendant                      | Lionel Cranfield Sackville | 1737          | 1742           |
| Lord-chambellan                     | Charles FitzRoy            | reconduction  | 1742           |